# Kastilische Desonorisierung

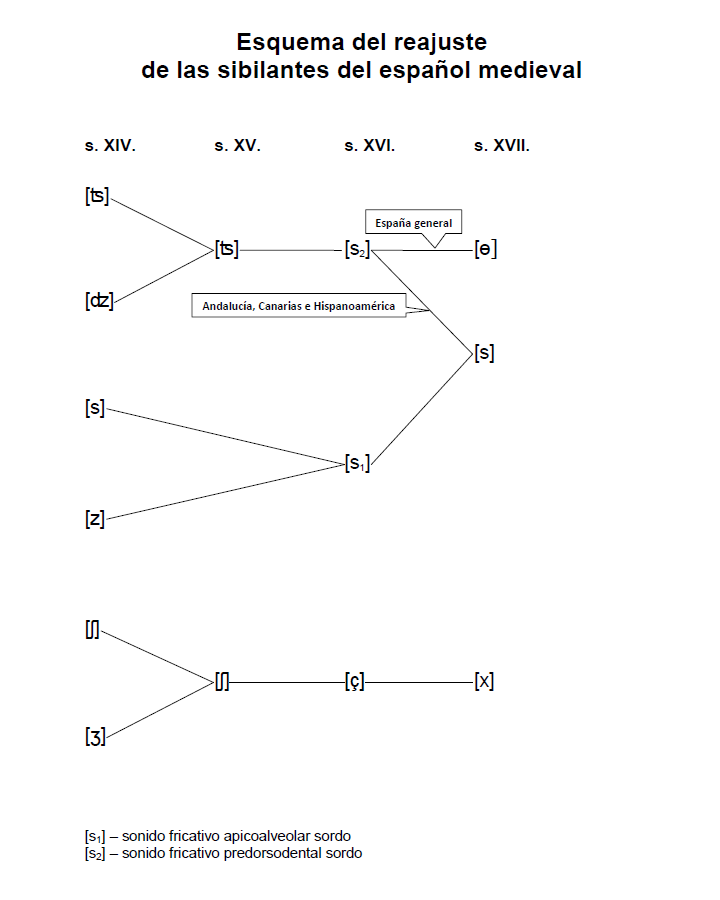
Phonetische Veränderungen der spanischen Sibilanten in der Zeit. Dargestellt ist die Entwicklung vom 14. bis 17. Jahrhundert.
[s1] = stimmloser apikoalveolarer Frikativ
[s2] = stimmloser prädorsodentaler Frikativ
Blasenlegende:
Oben: Spanien allgemein
Unten: Andalusien, Kanaren, Hispanoamerika

Die kastilische Desonorisierung (spanisch reajuste de las sibilantes del idioma español) ist ein Lautwandel, der seit dem Ende des 16. Jahrhunderts alle Sibilanten des Kastilischen der mittelspanischen Periode stimmlos werden ließ. Dadurch wurde die ehemalige Opposition zwischen stimmhaften (sonoren) und stimmlosen Reibelauten dephonologisiert, das heißt der Unterschied zwischen stimmhaften und stimmlosen Phonemen dieser Lautgruppe verschwand.
Die kastilische Desonorisierung war etwa gegen 1650 in Kastilien abgeschlossen, griff aber später auf das Galicische über, das sich dadurch weiter vom Portugiesischen entfernte, und erfasste auch Randgebiete des Katalanischen.
Im Ergebnis kam es zur Reduktion des Phonembestands an nichtlabialen Reibelauten auf die zwei bzw. drei in der modernen Standardvarietät bis heute verbliebenen Frikative:
- /x/ (stimmloser velarer Frikativ, „Ach“-Laut, harter Gaumenreibelaut)
- /s/ (stimmloser alveolarer Frikativ, „scharfes s“)

sowie (nur im kontinentalen Spanisch)
- /θ/ (stimmloser dentaler Frikativ, „th-Laut“).

Nicht von dieser Entwicklung erfasst wurde das Ladino („Judenspanisch“), die Sprache der sephardischen Juden.